# هاينز أوتو تسيغلر
هاينز أوتو تسيغلر هو عالم اجتماع تشيكي، ولد في 11 مارس 1903 في براغ في التشيك، وتوفي في 4 مايو 1944.